# 加藤清政
加藤 清政（かとう きよまさ、1917年（大正6年）1月10日 - 1995年（平成7年）12月7日）は、日本の政治家。千代田区長（2期）、衆議院議員（1期）、東京都議会議員（4期）、千代田区議会議員（3期）。

## 概要
本籍地の長野県上水内郡安茂里村（現長野市）で出生、生後間もなく東京市で育つ。父の加藤六之助は警視庁小松川警察署亀戸分署署長。旧制安田工業学校を経て、1940年法政大学法文学部卒業。東京市に入庁し城東区役所や神田区役所に勤め、第二次世界大戦終戦後、千代田区役所主事を経て、東京都庁職員労働組合（都職労）青年部長を務める。1947年から千代田区議会議員を3期務めた後、東京都議会議員に転じて4期務める。
1972年、4期目の任期途中で都議を辞職。第33回衆議院議員総選挙に旧東京都第1区から日本社会党公認で出馬し、当選。1976年の第34回衆議院議員総選挙に再選を目指して出馬するが、落選。なおこの選挙における旧東京1区の当選者は無所属の麻生良方、自由民主党の与謝野馨と大塚雄司の3人で、革新系候補は1人も当選できなかった（麻生は元民社党の保守系無所属）。落選後も旧東京1区からの出馬を希望していたが、横浜市長を辞職した日本社会党委員長飛鳥田一雄の出馬が決定し、参議院への転出を余儀なくされる。1980年の第12回参議院議員通常選挙に東京都選挙区から社会党公認で出馬するが、落選。参院への鞍替えは加藤の支持者らによる飛鳥田への反発を強め、加藤自身も社会党を離党する。
千代田区長の遠山景光死去に伴い1981年2月8日に行われた区長選挙に自民党、公明党などの推薦を受けて立候補し、初当選。同年5月には自民党に入党した。千代田区長を2期8年務める。1995年12月7日死去、78歳。死没日をもって従四位に叙される。墓所は多磨霊園。

## 受賞歴
- 紺綬褒章（1958年）[1]
- 藍綬褒章（1970年）[1]
- 勲三等旭日中綬章（1988年）[1]
- 千代田区名誉区民（1989年）[1]
- 従四位（1995年）